# Episodi di Battle Creek
La prima e unica stagione della serie televisiva Battle Creek è stata trasmessa sul canale statunitense CBS dal 1º marzo al 24 maggio 2015.
In Italia, la serie è andata in onda in prima visione sul canale satellitare Fox Crime dal 3 luglio al 18 settembre 2015.
| nº | Titolo originale       | Titolo italiano             | Prima TV USA   | Prima TV Italia   |
| -- | ---------------------- | --------------------------- | -------------- | ----------------- |
| 1  | The Battle Creek Way   | Le regole di Battle Creek   | 1º marzo 2015  | 3 luglio 2015     |
| 2  | Syruptitious           | Sciroppo d'acero e sangue   | 8 marzo 2015   | 10 luglio 2015    |
| 3  | Man's Best Friend      | Il migliore amico dell'uomo | 15 marzo 2015  | 17 luglio 2015    |
| 4  | Heirlooms              | Cimeli di famiglia          | 22 marzo 2015  | 24 luglio 2015    |
| 5  | Old Flames             | Vecchie fiamme              | 29 marzo 2015  | 31 luglio 2015    |
| 6  | Cereal Killer          | Un killer scrupoloso        | 5 aprile 2015  | 7 agosto 2015     |
| 7  | Mama's Boy             | Cocco di mamma              | 12 aprile 2015 | 14 agosto 2015    |
| 8  | Old Wounds             | Vecchie ferite              | 26 aprile 2015 | 21 agosto 2015    |
| 9  | Gingerbread Man        | L'omino di pan di zenzero   | 3 maggio 2015  | 28 agosto 2015    |
| 10 | Stockholm              | La sindrome di Stoccolma    | 10 maggio 2015 | 4 settembre 2015  |
| 11 | The Hand-Off           | La consegna                 | 17 maggio 2015 | 11 settembre 2015 |
| 12 | Homecoming             | Ritorno a casa              | 17 maggio 2015 | 18 settembre 2015 |
| 13 | Sympathy for the Devil | Espiazione                  | 24 maggio 2015 | 18 settembre 2015 |

## Le regole di Battle Creek
- Titolo originale: The Battle Creek Way
- Diretto da: Bryan Singer
- Scritto da: David Shore e Vince Gilligan

### Trama
Il detective Russ Agnew è stufo dalla crisi che sta attraversando il dipartimento di polizia di Battle Creek a causa dei tagli al budget e le spese imprudenti, costringendo la polizia a operare nei periodi bui senza le moderne attrezzature e tecnologie che hanno bisogno, fino a quando non entra un'agente dell'FBI Milton Chamberlain. Così i due indagano su un duplice omicidio.

## Sciroppo d'acero e sangue
- Titolo originale: Syruptitious
- Diretto da: Andrew Bernstein
- Scritto da: Russel Friend e Garrett Lerner

### Trama
Russ e Milton indagano sull'omicidio di un produttore locale di sciroppo d'acero, sospettando di un cartello del Midwest, ma, durante le indagini Russ viene morso da un cane e cerca di aggredire un sospettato durante l'interrogatorio, portandolo alla sospensione.

## Il migliore amico dell'uomo
- Titolo originale: Man's Best Friend
- Diretto da: Oz Scott
- Scritto da: Thomas L. Moran

### Trama
Russ e Milton hanno teorie contrastanti dopo che un cane poliziotto, Cookie ha annusato una scorta di eroina nello zaino di una giovane ragazza. Inoltre, Jacocks si reca a Detroit per un seminario di formazione, con l'ulteriore motivo di scoprire perché Milton è stato inviato a Battle Creek.

## Cimeli di famiglia
- Titolo originale: Heirlooms
- Diretto da: Daniel Sackheim
- Scritto da: David Shore

### Trama
Russ e Milton indagano sull'omicidio di un'ex prostituta e tossicodipendente, che aveva smesso del tutto per recuperare il rapporto del figlio.

## Vecchie fiamme
- Titolo originale: Old Flames
- Diretto da: Richard J. Lewis
- Scritto da: Esta Spelding

### Trama
Russ e Milton ricevono una telefonata che informa che la casa di un comandante è andata al fuoco, Russ trova il vetro di una finestra all'interno della casa, scoprendo che qualcuno ha appiccato l'incendio.

## Un killer scrupoloso
- Titolo originale: Cereal Killer
- Diretto da: Craig Zisk
- Scritto da: Lindsay Jewett Sturman

### Trama
Durante l'annuale festival della colazione pubblica di Battle Creek, qualcuno spara il sindaco Hardy e la mascotte della squadra di football locale. Russ e Milton indagano.

## Cocco di mamma
- Titolo originale: Mama's Boy
- Diretto da: Dan Attias
- Scritto da: Marqui Jackson

### Trama
Russ indagando, insieme a Milton, sull'omicidio di un truffatore di prodotti contraffatti richiede competenze locali, da trovare solo in prigione, affrontando la persona di cui si fida di meno: sua madre Constance.

## Vecchie ferite
- Titolo originale: Old Wounds
- Diretto da: Randy Zisk
- Scritto da: Russel Friend e Garrett Lerner

### Trama
Milton ricorda al capo Guziewicz che è fuori dal suo comando come agente dell'FBI, quindi può esaminare l'affermazione che lei ha respinto dal figlio adottivo Danny secondo cui l'uomo condannato per l'omicidio dei suoi genitori biologici anni fa potrebbe essere innocente.

## L'omino di pan di zenzero
- Titolo originale: Gingerbread Man
- Diretto da: Eriq LaSalle
- Scritto da: Thomas L. Moran

### Trama
Russ aiuta Font a trovare uno dei fuggitivi più ricercati dell'FBI si nasconda a Battle Creek, anche se Milton insiste sul fatto che l'uomo è morto anni prima.

## La sindrome di Stoccolma
- Titolo originale: Stockholm
- Diretto da: Allison Liddi-Brown
- Scritto da: David Shore

### Trama
Milton e la polizia di Battle Creek fanno gli straordinari per localizzare e salvare Russ dopo che è stato preso in ostaggio da un detenuto evaso.

## La consegna
- Titolo originale: The Hand-Off
- Diretto da: Colin Bucksey
- Scritto da: Esta Spalding e Lindsay Jewett Sturman

### Trama
Milton mette a rischio la sua carriera mentre cerca di aiutare una donna a scoprire chi ha sparato e ucciso suo marito.

## Ritorno a casa
- Titolo originale: Homecoming
- Diretto da: James Roday
- Scritto da: Danny Weiss

### Trama
Russ e Milton indagano sull'omicidio dell'allenatore di football di una scuola superiore locale.

## Espiazione
- Titolo originale: Sympathy for the Devil
- Diretto da: Andrew Bernstein
- Scritto da: Thomas L. Moran e David Shore

### Trama
Milton sopravvive ad un'autobomba e arruola Russ per rintracciare il colpevole, portando a rivelazioni sorprendenti sul perché Milton è così com'è e cosa lo ha portato a Battle Creek.